# Ferdinando I d'Asburgo
(Ferdinando I d'Asburgo)
Ferdinando I d'Asburgo (Alcalá de Henares, 10 marzo 1503 – Vienna, 25 luglio 1564) è stato imperatore del Sacro Romano Impero dal 1556 al 1564, e sovrano di Boemia e Ungheria dal 1526.
Figlio di Filippo d'Asburgo (1478–1506) e di Giovanna di Castiglia (1479–1555), Ferdinando era fratello del suo predecessore sul trono imperiale, Carlo V, il quale gli conferì importanti incarichi di gestione sul fronte orientale dell'immensa compagine sottoposta alla propria autorità, con particolare riguardo ai territori tedeschi (entrò in possesso di Alta e di Bassa Austria, di Stiria, Carinzia, Carniola, Tirolo e Württemberg) e alla risoluzione del pericolo turco.
Gli eventi chiave del suo periodo di governo furono i contrasti con l'Impero ottomano, che dagli anni venti del Cinquecento stava velocemente avanzando alla volta dell'Europa centrale, e la Riforma protestante, che portò allo scoppio di numerose guerre di religione.

## Biografia

### I primi anni

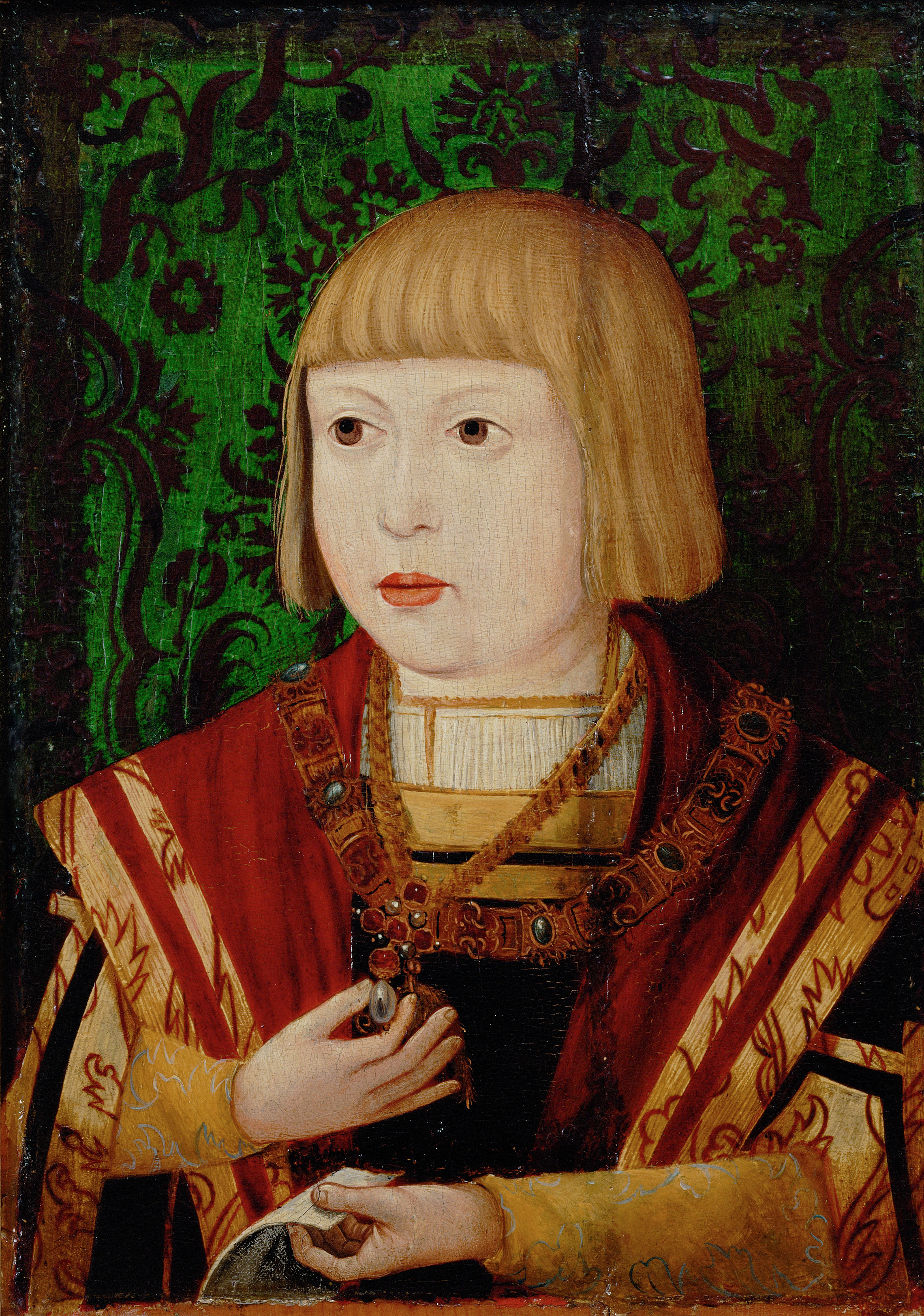
Ferdinando bambino

Ferdinando nacque ad Alcalá de Henares, in Spagna, figlio dell'infanta Giovanna di Castiglia detta la pazza e dell'arciduca austriaco Filippo il Bello, che era erede di Massimiliano I d'Asburgo. Ferdinando compiva gli anni lo stesso giorno del suo nonno materno, il re Ferdinando II d'Aragona.
All'ascesa di suo fratello Carlo al titolo di imperatore del Sacro Romano Impero Germanico nel 1519, Ferdinando ottenne dal fratello il governo dei territori ereditari degli Asburgo in Austria (attuali Austria e Slovenia). Ferdinando fu arciduca d'Austria dal 1521 al 1564.
Dopo la morte del cognato Luigi II, Ferdinando fu re di Boemia ed Ungheria (1526–1564). Ferdinando prestò anche servizio come rappresentante del fratello nel Sacro Romano Impero durante le numerose assenze di questi e nel 1531 venne eletto Re dei Romani, rendendolo l'erede designato di Carlo V. Quando l'imperatore si ritirò dal governo nel 1556, Ferdinando divenne de facto suo successore alla carica di imperatore del Sacro Romano Impero, e de jure nel 1558, mentre Spagna, Impero spagnolo, Napoli, Sicilia, Milano, Paesi Bassi e Franca Contea andarono a Filippo II, figlio di Carlo V.
Salito a capo della monarchia asburgica in Austria, tentò di riprendere le innovative riforme iniziate dal nonno Massimiliano I; per questo motivo si scatenarono violente rivolte indipendentistiche tra la nobiltà, che non voleva essere soggetta alla politica accentratrice di Ferdinando I.
La ribellione venne soffocata nel sangue e tutti i ribelli furono giustiziati a Vienna.
Dopo questo episodio Ferdinando I si dedicò con fermezza alla riorganizzazione dello Stato in tutti i territori soggetti alla sua sovranità con un ordinamento che, salvo alcune modifiche, restò in vigore fino alla caduta dell'Impero austro-ungarico.

### L'Ungheria e gli ottomani

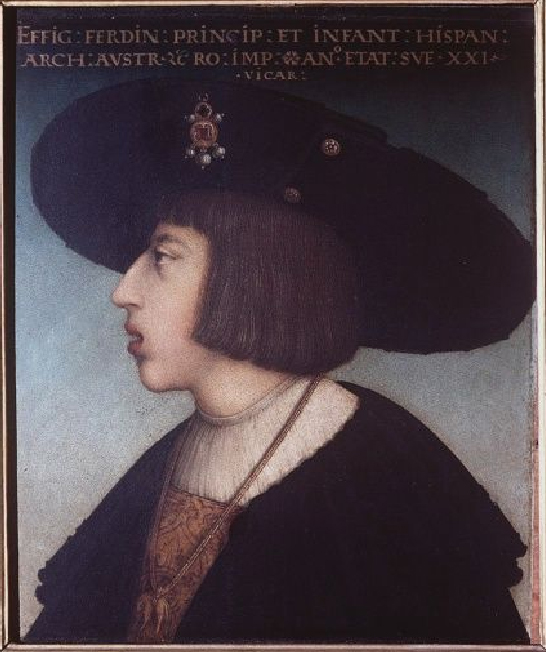
L'arciduca Ferdinando in un ritratto di Hans Maler.

Secondo i termini stabiliti dal Primo Congresso di Vienna nel 1515, Ferdinando sposò Anna Jagellone, figlia del re Ladislao II di Boemia ed Ungheria, il 22 luglio 1515. Undici anni dopo, a seguito della morte di suo cognato Luigi II d'Ungheria e Boemia nella Battaglia di Mohács il 29 agosto 1526, Ferdinando si sentì l'erede naturale di entrambi i regni. Il 24 ottobre 1526 la Dieta boema, sotto l'influenza del potente magnate e cancelliere della Corona, Adam di Hradce, elesse Ferdinando a re di Boemia sotto la condizione di confermare per lo Stato i privilegi tradizionali e spostando la corte a Praga. Il successo fu solo parziale, dal momento che comunque la Dieta si rifiutò di riconoscere Ferdinando come signore ereditario del regno.
I nobili croati a Cetin unanimemente elessero Ferdinando I a loro re il 1º gennaio 1527, e confermarono la successione anche per i suoi eredi. In cambio del trono, l'arciduca Ferdinando presenziò al Parlamento di Cetin ove promise di rispettare i diritti storici della regione, le libertà e le leggi, nonché di difendere la Croazia dall'invasione ottomana.
In Ungheria, Nicolaus Olahus, segretario del defunto Luigi d'Ungheria e Boemia, si schierò col partito che sosteneva Ferdinando, ma mantenne le proprie posizioni con la regina vedova Maria. Ferdinando venne eletto re d'Ungheria dalla Dieta nazionale riunita a Presburgo nel dicembre del 1526. Il trono d'Ungheria divenne soggetto ad una disputa dinastica tra Ferdinando e Giovanni Zápolya, Voivoda di Transilvania. I due candidati erano supportati da fazioni diverse della nobiltà ungherese e Ferdinando aveva inoltre l'appoggio del potente fratello Carlo V. Ferdinando sconfisse Zápolya nella Battaglia di Tarcal nel settembre del 1527 e nuovamente nella Battaglia di Szina nel marzo del 1528. Zápolya lasciò il paese, rivolgendosi al sultano Solimano il Magnifico per ottenere un aiuto contro gli Asburgo, promettendo in cambio che l'Ungheria sarebbe divenuta vassalla ottomana.
Questo insieme di fatti portò ad uno dei momenti più pericolosi nella carriera di Ferdinando, dal momento che nel 1529 Solimano rispose positivamente alle richieste del voivoda transilvano e mosse un pesante assalto alla capitale di Ferdinando: l'Assedio di Vienna costrinse Ferdinando a cercare rifugio in Boemia. Una seconda invasione ottomana venne respinta nel 1533. In quell'anno Ferdinando siglò una pace con gli ottomani dividendo l'Ungheria in due settori, l'uno sotto l'influenza degli Asburgo (ad ovest) e l'altro sotto il governo di Giovanni Zápolya (ad est), parte quest'ultima che di fatti divenne uno Stato vassallo dell'Impero ottomano.
Nel 1538, nel Trattato di Gran Varadino, Ferdinando indusse Zápolya a nominarlo suo successore dal momento che questi non aveva eredi. Ma nel 1540, poco prima della sua morte, Zápolya ebbe un figlio, Giovanni II Sigismondo, che venne prontamente eletto re dalla Dieta ungherese. Ferdinando, per tutta risposta, invase l'Ungheria ma il reggente del trono, Giorgio Martinuzzi, vescovo di Gran Varadino, richiese la protezione ottomana contro quest'ennesima vessazione. Solimano marciò nuovamente in Ungheria e non solo scacciò Ferdinando dall'Ungheria centrale, ma lo forzò a pagare un tributo per il mantenimento della sovranità sulle terre Ungheresi ad occidente dei domini ottomani.
Giovanni II Sigismondo era inoltre supportato dal re Sigismondo I di Polonia, suo nonno materno, ma nel 1543 Sigismondo siglò un trattato con gli Asburgo e la Polonia dovette schierarsi come neutrale nel conflitto. Il principe Sigismondo II Augusto sposò inoltre Elisabetta d'Austria, figlia di Ferdinando, per suggellare questo patto.

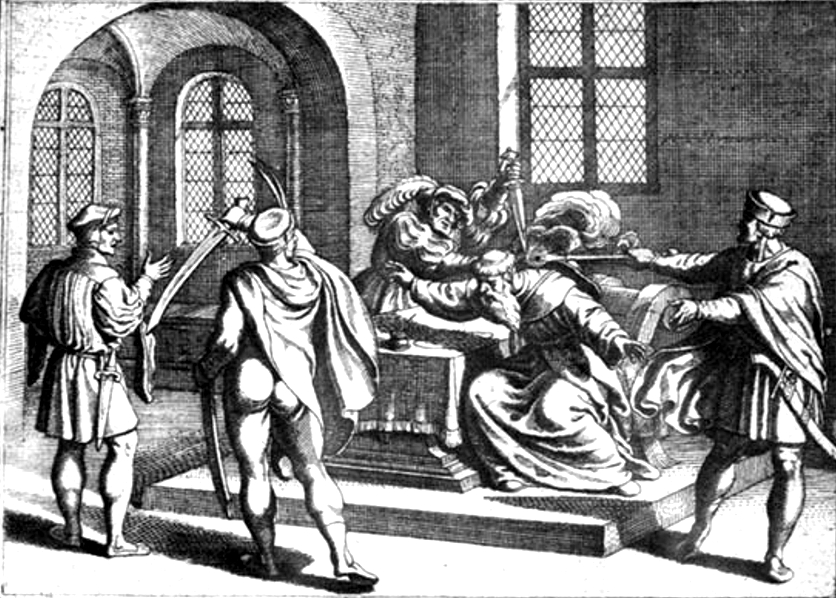
L'assassinio del cardinal Martinuzzi, eseguito su ordine di Ferdinando I

Solimano a questo punto si stanziò in Transilvania sostenendo sempre la causa di Giovanni II Sigismondo, in un'area che divenne nota come "Regno degli Ungheresi Orientali", formalmente retto con la madre Isabella Jagellona, ma de facto retto direttamente da padre Martinuzzi. Gli intrighi di Isabella riuscirono ad eliminare Martinuzzi dai giochi di potere. Nel 1549, il vescovo Martinuzzi, si risolse a supportare la causa di Ferdinando e le armate imperiali marciarono in Transilvania. Nel Trattato di Weissenburg (1551), Isabella si accordò con Giovanni II Sigismondo per abdicare al trono ungherese per passare l'Ungheria Reale e la Transilvania nelle mani di Ferdinando, che comunque si premurò di riconoscere Giovanni II Sigismondo quale proprio vassallo col titolo di principe di Transilvania, dandogli inoltre in sposa una delle sue figlie. Martinuzzi si era trovato ancora una volta escluso dal potere pur avendo questa volta supportato la causa imperiale e, non appena diede adito di volersi rivolgere agli ottomani per ulteriori aiuti, venne sospettato di tradimento e fatto uccidere per ordine di Ferdinando.
Dal momento che Martinuzzi era all'epoca un arcivescovo cattolico nonché cardinale, questo atto fu un vero shock e papa Giulio III scomunicò Ferdinando, il quale per tutta risposta inviò al papa una lunga lettera nella quale spiegava i punti di accusa contro Martinuzzi, esposti in 87 articoli e supportati da 116 firme di consiglieri imperiali. Il papa accettò le giustificazioni, perdonò Ferdinando e nel 1555 ritirò la scomunica.
La guerra in Ungheria continuò anche dopo l'ottenimento del trono da parte di Ferdinando, dal momento che questi non fu sempre in grado di mantenere gli ottomani al di fuori dei confini nazionali. Nel 1554 Ferdinando inviò Ogier Ghiselin de Busbecq a Costantinopoli per discutere con Solimano i confini da mantenere nell'area ungherese, ma non si riuscì a trovare un accordo favorevole per ambo le parti. Nel 1556 la Dieta ungherese riportò Giovanni II Sigismondo sul trono dell'Ungheria orientale, ove rimase sino al 1570. De Busbecq fece ritorno una seconda volta a Costantinopoli nel 1556 e riuscì nel suo intento.

### Ferdinando e la Pace di Augusta del 1555

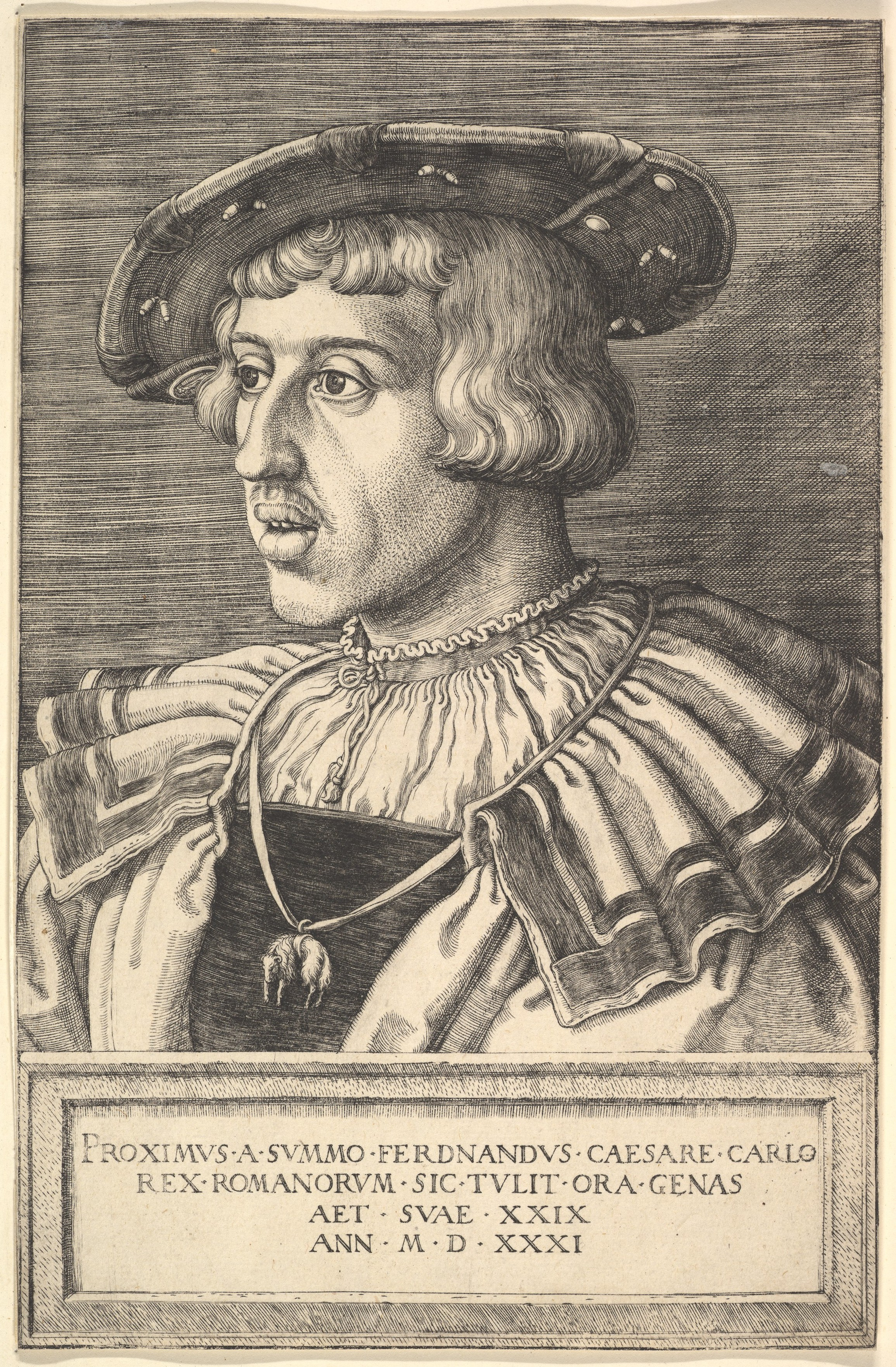
Ferdinando nel 1531, nell'anno della sua elezione a Re dei Romani

Dopo decenni di conflitti religiosi e politici senza sosta tra gli stati tedeschi, Carlo V ordinò l'apertura della Dieta di Augusta nella quale tutti gli Stati dell'Impero erano chiamati a partecipare, a discutere dei loro problemi ed a trovare una soluzione. Carlo V stesso non vi prese parte per non influenzare le parti e vi delegò invece suo fratello Ferdinando, col diritto di agire liberamente in suo nome. Alla conferenza, Ferdinando riuscì a far convergere tutti i rappresentanti sull'accordo di tre importanti principi:
1. Il principio del cuius regio, eius religio ("Di chi è lo stato, di questi sia la religione") che consentiva la libertà religiosa ad ogni singolo Stato tedesco, con l'unica forma di doversi adeguare alla scelta fatta dal principe locale: la religione del principe divenne religione di Stato per tutti i suoi abitanti. Gli abitanti che non si fossero conformati alla religione del principe, avevano il permesso di abbandonare il paese oppure di pagare una forte tassa per il mantenimento del loro culto, idee estremamente innovative per il XVI secolo.
2. Il principio del reservatum ecclesiasticum (riserva ecclesiastica), che riconosceva uno status speciale agli stati ecclesiastici. Se un prelato di uno Stato ecclesiastico cambiava infatti il proprio orientamento religioso, gli uomini e le donne che vivevano sotto il suo dominio non erano tenuti a fare lo stesso. Al contrario, il prelato avrebbe dovuto entro breve tempo abbandonare il proprio incarico.
3. Il principio della Declaratio Ferdinandea (Dichiarazione di Ferdinando), che esentava i cavalieri e molte città dall'uniformità religiosa, permettendo quindi l'esistenza di città e villaggi ove potessero convivere cattolici e protestanti insieme. Ferdinando inserì questa clausola all'ultimo minuto e per propria autorità personale.[10]

#### Problemi con gli accordi di Augusta
Dopo il 1555, la Pace di Augusta divenne l'unico documento legale e legittimo per la coesistenza delle fedi cattolica e luterana nelle terre tedesche del Sacro Romano Impero ed essa servì per migliorare molte delle tensioni tra i seguaci della "Vecchia fede" (cattolici) e quelli di Lutero, ma non mancò di creare due problemi fondamentali. Dapprima Ferdinando quando portò il reservatum ecclesiasticum in dibattito, si originarono ben presto dei problemi di contrasto con la norma del cuius regio, eius religio approvata appena prima. In secondo luogo, la Declaratio Ferdinandea non venne dibattuta in sessione plenaria dal momento che Ferdinando, sfruttando la propria piena autorità, l'aveva aggiunta all'ultimo minuto, per compiacere un ristretto numero di famiglie e cavalieri.
Queste falle attanaglieranno ancora l'Impero con nuove problematiche nei decenni successivi, ancor più per il fatto che la Pace di Augusta si concentrò essenzialmente sull'analisi delle contrapposizioni tra luteranesimo e cattolicesimo, tralasciando tutta un'infinità di sfumature e differenti espressioni religiose che stavano creandosi dalla tradizione protestante. Così facendo, altre confessioni religiose che avevano ormai acquisito popolarità, non avevano esistenza o riconoscimento a livello legale: gli anabattisti capeggiati da Menno Simons, i calvinisti guidati da Giovanni Calvino, Ulrico Zwingli alla guida degli zwingliani ed altri minori vennero esclusi dunque dai termini della Pace di Augusta e perdipiù venendo tacciati di eresia sia da parte dei protestanti che da parte dei cattolici.

### L'abdicazione di Carlo V e l'ascesa di Ferdinando al trono imperiale

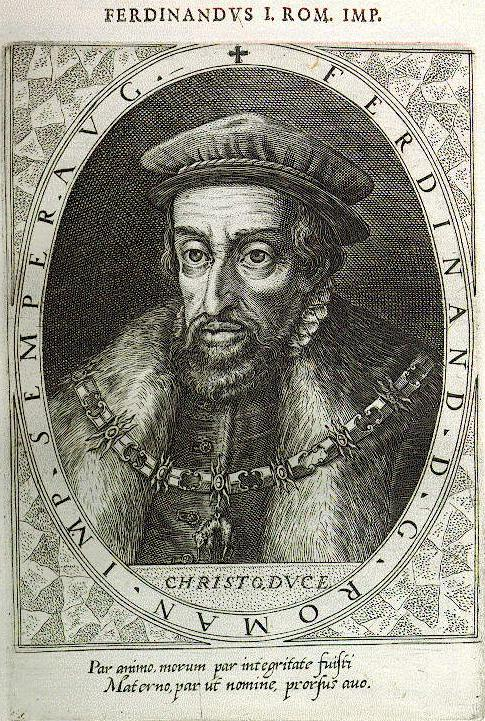
Ferdinando I del Sacro Romano Impero

Nel 1556, con grande solennità ed appoggiandosi alla spalla di uno dei suoi favoriti (il ventiquattrenne Guglielmo, conte di Orange e Nassau), Carlo V rinunciò al proprio incarico come imperatore ed al governo delle sue terre. L'Impero spagnolo, che includeva Spagna, Paesi Bassi, Napoli, Milano e i possedimenti spagnoli nelle Americhe, venne concesso a suo figlio Filippo. Suo fratello Ferdinando, invece, col quale già aveva negoziato un trattato di successione nel 1522, ottenne il possesso delle terre austriache ed il diritto di succedere a Carlo V come imperatore del Sacro Romano Impero.
Le scelte di Carlo V si dimostrarono appropriate. Filippo era culturalmente spagnolo: nato a Valladolid e cresciuto alla corte di Spagna, la sua lingua nativa era lo spagnolo e preferiva pertanto vivere entro i confini del regno di Spagna. Ferdinando, invece, era più familiare per natura con i principi tedeschi, pur essendo anch'egli nato in Spagna, ma avendo dimostrato grande cura agli affari dell'Impero del fratello sin dalla sua elezione a Re dei Romani nel 1531.
L'abbandono del trono da parte di Carlo V ebbe ripercussioni sulle relazioni diplomatiche con Francia e Paesi Bassi, in particolare per la sua concessione del regno spagnolo a Filippo II. In Francia, il re ed i suoi ministri iniziarono a sentirsi sempre più circondati dai domini degli Asburgo, oltre che da principi pericolosamente protestanti nell'area tedesca ed olandese. Nei Paesi Bassi, l'ascesa di Filippo di Spagna creò non pochi problemi che a differenza del padre che aveva largamente tollerato il diffondersi del protestantesimo nella regione, aveva intenti maggiormente tendenti a imporre universalmente il cattolicesimo ed a stroncare le autonomie locali.
L'abdicazione di Carlo V non faceva però automaticamente di Ferdinando il suo successore al trono imperiale. Carlo abdicò nel gennaio del 1556 ma, a causa del complesso iter burocratico, la dieta imperiale non accettò l'abdicazione (rendendola quindi valida) sino al 3 maggio 1558. Da quella data in poi, Carlo V continuò ad ogni modo ad utilizzare il titolo onorifico di Imperatore anche se la carica passò di fatto a Ferdinando.

### La riforma burocratica
L'opera di accentramento amministrativo, già iniziata dall'imperatore Massimiliano I, fu continuata dal nipote Ferdinando I, per sostituire alla concezione di uno Stato patrimoniale e feudale quella di una monarchia assoluta.
Prima di tutto fu stabilito che all'interno dei domini austriaci vi fossero un solo esercito agli ordini dell'Imperatore, un unico sistema finanziario riguardante proprietà e tributi e un comune piano di politica estera.
Per gestire queste innovazioni, Ferdinando I istituì nel 1556 alcuni nuovi organismi: il consiglio segreto e il Consiglio aulico della guerra, composti in maggioranza da consiglieri tedeschi, per la politica estera, una Cancelleria aulica e una Camera aulica per il controllo dell'amministrazione e delle finanze dello Stato.
Per tutti questi organismi vigeva il principio di collegialità e le decisioni erano prese a maggioranza di voti dei consiglieri.
In realtà Ferdinando I non riuscì a modificare completamente la situazione esistente: la Boemia, l'Ungheria e alcune grandi città come Vienna, Innsbruck e Graz mantennero una indipendenza amministrativa con una propria Cancelleria aulica autonoma.

### La dignità imperiale
In contraddizione con la sua politica accentratrice, nel 1554 Ferdinando I, per motivi di famiglia, decise che alla sua morte i territori a lui soggetti sarebbero stati divisi fra i suoi tre figli, dando così origine a tre diverse linee austriache: al figlio maggiore Massimiliano II, sarebbero toccate la Corona imperiale, la Boemia, l'Ungheria, la Bassa e Alta Austria, al secondogenito Ferdinando il Tirolo, al terzogenito Carlo la Stiria, la Carinzia e la Carniola.
Dopo l'abdicazione del fratello Carlo V, nel 1558 Ferdinando I guadagnò la dignità imperiale.
Ferdinando I morì a Vienna il 25 luglio 1564, lasciando l'Austria, che lui aveva reso un paese forte, potente, degno della Corona imperiale e della gloria che avrebbe avuto nei secoli a venire.

### Cattolico tollerante
In campo religioso Ferdinando I seguì dapprima una linea di interventi repressivi contro il protestantesimo, convinto come il fratello Carlo V che la dinastia asburgica fosse il principale baluardo del cattolicesimo.
Il suo appoggio alla Santa Sede non conobbe incertezze, ma tutte le azioni militari e politiche nei confronti del movimento luterano furono dettate dal desiderio di accrescere il potere della Casa d'Austria e non certamente dalla volontà di assecondare la politica del Papa.
Circondato da consiglieri seguaci di Erasmo da Rotterdam e lui stesso sensibile agli insegnamenti del grande umanista, dopo gli anni quaranta Ferdinando I promosse una politica tollerante di riconciliazione religiosa, favorevole al colloquio tra cattolici e protestanti, che culminò nella pace religiosa di Augusta del 1555.

### L'Austria sotto Ferdinando I
Al tempo di Ferdinando I, gli stati provinciali tedeschi erano ancora vere e proprie potenze, con le quali l'arciduca doveva continuamente patteggiare.
I temi di maggiore scontro erano esercito e denaro, costanti necessità dello Stato, specialmente per il pericolo turco.
Oltre all'esercito imperiale stabile formato da uomini assoldati e da capitani di ventura come condottieri, pagato e mantenuto dall'imperatore, vi erano ancora gli eserciti dei piccoli stati provinciali.
Le diete degli stati provinciali votavano le contribuzioni obbligatorie a carico delle città, dei contadini e dei feudatari che a loro volta li imponevano ai sudditi.
Anche la giustizia e la burocrazia, dove questa già funzionava, erano completamente in mano ai nobili, per cui non esisteva una chiara e netta separazione tra il potere centrale degli Asburgo e il potere delle diete provinciali.
Questa autonomia provinciale di tipo oligarchico, gestita da nobili gelosi dei loro poteri feudali, opprimeva i contadini e gli abitanti delle città, creando gravi situazione di tensione sociale.
Il principio ispiratore di ogni decisione era infatti l'esenzione da qualsiasi imposta da parte della nobiltà.
Ferdinando I morì nel 1564 e venne sepolto nella Cattedrale di San Vito a Praga.

## Matrimonio e figli
Il 25 maggio 1521 a Linz in Austria, Ferdinando I sposò Anna Jagellona (1503-1547), figlia di Ladislao II Jagellone, Re di Boemia e Ungheria, e della terza moglie Anna di Foix. Ebbero quindici figli:
1. Elisabetta d'Austria (9 luglio 1526 - 15 giugno 1545), fu la prima moglie del re Sigismondo II di Polonia e Lituania;
2. Massimiliano II d'Asburgo (31 luglio 1527 - 12 ottobre 1576), gli successe come Imperatore del Sacro Romano Impero, Arciduca d'Austria, Re di Boemia e d'Ungheria;
3. Anna d'Austria (7 luglio 1528 - 16 ottobre/17 ottobre 1590), sposò il Duca Alberto V di Baviera;
4. Ferdinando II (14 giugno 1529 - 24 gennaio 1595), gli successe come Arciduca d'Austria-Tirolo;
5. Maria d'Asburgo (15 maggio 1531 - 11 dicembre 1581), sposò Guglielmo, duca di Jülich-Cleves-Berg;
6. Maddalena d'Austria (14 agosto 1532 - 10 settembre 1590), divenne badessa del Collegium Virginum di Hall;
7. Caterina d'Austria (15 settembre 1533 - 28 febbraio 1572), in prime nozze, nel 1549 sposò il Duca di Mantova Francesco III Gonzaga, ma rimase vedova pochi mesi dopo; in seconde nozze, nel 1553 divenne la terza moglie del re Sigismondo II di Polonia e Lituania;
8. Eleonora d'Austria (2 novembre 1534 - 5 agosto 1594), sposò Guglielmo Gonzaga, Duca di Mantova;
9. Margherita d'Austria (16 febbraio 1536 - 12 marzo 1567), suora nel Collegium Virginum di Hall;
10. Giovanni d'Asburgo (10 aprile 1538 - 20 marzo 1539), morì nell'infanzia;
11. Barbara d'Austria (30 aprile 1539 - 19 settembre 1572). seconda moglie di Alfonso II d'Este, Duca di Ferrara, Modena e Reggio Emilia;
12. Carlo II (3 giugno 1540 - 10 luglio 1590), gli successe come Arciduca d'Austria-Stiria, e fu il padre dell'Imperatore Ferdinando II d'Asburgo.
13. Ursula d'Austria (24 luglio 1541 - 30 aprile 1543), morì nell'infanzia;
14. Elena d'Austria (7 gennaio 1543 - 5 marzo 1574), suora nel Collegium Virginum di Hall;
15. Giovanna d'Austria (24 gennaio 1547 - 10 aprile 1578), sposò Francesco I de' Medici, Granduca di Toscana.

## I titoli di Ferdinando I
- Imperatore del Sacro Romano Impero
- Re di Boemia
- Re di Ungheria
- Arciduca d'Austria
- Duca di Carinzia
- Duca di Stiria
- Duca di Carniola
- Conte del Tirolo

## Commemorazioni
Ferdinando I è stato un grande collezionista di medaglie e monete antiche del suo tempo e pertanto il 12 giugno 2012 l'Austria gli ha dedicato una moneta commemorativa da 20 euro in argento. Nella moneta, sul diritto, si trova un ritratto di Ferdinando I, mentre sul retro si trova il Cancello degli Svizzeri nel palazzo Hofburg a Vienna.

## Ascendenza
|                          |                       |                          | Genitori                            |  |  | Nonni |  |  | Bisnonni     |  |  | Trisnonni |  |
|                          |                       |                          |                                     |  |  |       |  |  | Federico III |  |  | Ernesto I |  |
|                          |                       |                          |                                     |  |  |       |  |  | Federico III |  |  | Ernesto I |  |
|                          |                       | Cimburga di Masovia      |                                     |  |  |       |  |  | Federico III |  |  |           |  |
| Massimiliano I d'Asburgo |                       |                          |                                     |  |  |       |  |  | Federico III |  |  |           |  |
|                          |                       | Eleonora d'Aviz          | Edoardo del Portogallo              |  |  |       |  |  |              |  |  |           |  |
|                          |                       | Eleonora d'Aviz          | Edoardo del Portogallo              |  |  |       |  |  |              |  |  |           |  |
|                          |                       | Eleonora d'Aviz          | Eleonora d'Aragona                  |  |  |       |  |  |              |  |  |           |  |
| Filippo I                |                       | Eleonora d'Aviz          |                                     |  |  |       |  |  |              |  |  |           |  |
|                          |                       | Carlo I di Borgogna      | Filippo III di Borgogna             |  |  |       |  |  |              |  |  |           |  |
|                          |                       | Carlo I di Borgogna      | Filippo III di Borgogna             |  |  |       |  |  |              |  |  |           |  |
|                          |                       | Carlo I di Borgogna      | Isabella del Portogallo             |  |  |       |  |  |              |  |  |           |  |
| Maria di Borgogna        |                       | Carlo I di Borgogna      |                                     |  |  |       |  |  |              |  |  |           |  |
|                          |                       | Isabella di Borbone      | Carlo I di Borbone                  |  |  |       |  |  |              |  |  |           |  |
|                          |                       | Isabella di Borbone      | Carlo I di Borbone                  |  |  |       |  |  |              |  |  |           |  |
|                          |                       | Isabella di Borbone      | Agnese di Borgogna                  |  |  |       |  |  |              |  |  |           |  |
| Ferdinando d’Asburgo     |                       | Isabella di Borbone      |                                     |  |  |       |  |  |              |  |  |           |  |
|                          | Giovanni II d'Aragona | Ferdinando I d'Aragona   |                                     |  |  |       |  |  |              |  |  |           |  |
|                          | Giovanni II d'Aragona | Ferdinando I d'Aragona   |                                     |  |  |       |  |  |              |  |  |           |  |
|                          | Giovanni II d'Aragona | Eleonora d'Alburquerque  |                                     |  |  |       |  |  |              |  |  |           |  |
| Ferdinando II d'Aragona  | Giovanni II d'Aragona |                          |                                     |  |  |       |  |  |              |  |  |           |  |
|                          |                       | Giovanna Enríquez        | Federico Enriquez                   |  |  |       |  |  |              |  |  |           |  |
|                          |                       | Giovanna Enríquez        | Federico Enriquez                   |  |  |       |  |  |              |  |  |           |  |
|                          |                       | Giovanna Enríquez        | Marina Fernández di Cordoba e Ayala |  |  |       |  |  |              |  |  |           |  |
| Giovanna di Castiglia    |                       | Giovanna Enríquez        |                                     |  |  |       |  |  |              |  |  |           |  |
|                          |                       | Giovanni II di Castiglia | Enrico II di Castiglia              |  |  |       |  |  |              |  |  |           |  |
|                          |                       | Giovanni II di Castiglia | Enrico II di Castiglia              |  |  |       |  |  |              |  |  |           |  |
|                          |                       | Giovanni II di Castiglia | Caterina di Lancàster               |  |  |       |  |  |              |  |  |           |  |
| Isabella di Castiglia    |                       | Giovanni II di Castiglia |                                     |  |  |       |  |  |              |  |  |           |  |
|                          |                       | Isabella del Portogallo  | Giovanni d'Aviz                     |  |  |       |  |  |              |  |  |           |  |
|                          |                       | Isabella del Portogallo  | Giovanni d'Aviz                     |  |  |       |  |  |              |  |  |           |  |
|                          |                       | Isabella del Portogallo  | Isabella di Braganza                |  |  |       |  |  |              |  |  |           |  |
|                          |                       | Isabella del Portogallo  |                                     |  |  |       |  |  |              |  |  |           |  |

### Tavola genealogica d'Asburgo
|                        |                        |                        |                        |                          |                          |                         |                         |                         |                         |                         |                            |                            |                                |                        |                         |                            |                            |                     |                     |                 |                 |
|                        |                        |                        |                        |                          |                          |                         |                         |                         |                         |                         |                            |                            | Guntram il Ricco *? †950 o 973 |                        |                         |                            |                            |                     |                     |                 |                 |
|                        |                        |                        |                        |                          |                          |                         |                         |                         |                         |                         |                            |                            |                                |                        |                         |                            |                            |                     |                     |                 |                 |
|                        |                        |                        |                        |                          |                          |                         |                         |                         |                         |                         |                            |                            |                                |                        |                         |                            |                            |                     |                     |                 |                 |
|                        |                        |                        |                        |                          |                          |                         |                         |                         |                         |                         |                            |                            | Lanzelin *? †991 o 1007        |                        |                         |                            |                            |                     |                     |                 |                 |
|                        |                        |                        |                        |                          |                          |                         |                         |                         |                         |                         |                            |                            |                                |                        |                         |                            |                            |                     |                     |                 |                 |
|                        |                        |                        |                        |                          |                          |                         |                         |                         |                         |                         |                            |                            |                                |                        |                         |                            |                            |                     |                     |                 |                 |
|                        |                        |                        |                        |                          |                          |                         |                         |                         |                         | Radbot *985 †1045       | Radbot *985 †1045          | Rodolfo *978~980 †1028     | Rodolfo *978~980 †1028         | Werner I *? †          | Werner I *? †           | Lanzellino o Lantolt *? †? | Lanzellino o Lantolt *? †? |                     |                     |                 |                 |
|                        |                        |                        |                        |                          |                          |                         |                         |                         |                         |                         |                            |                            |                                |                        |                         |                            |                            |                     |                     |                 |                 |
|                        |                        |                        |                        |                          |                          |                         |                         |                         |                         |                         |                            |                            |                                |                        |                         |                            |                            |                     |                     |                 |                 |
|                        |                        |                        |                        |                          |                          |                         |                         |                         |                         | Werner II *1025 †1096   |                            |                            |                                |                        |                         |                            |                            |                     |                     |                 |                 |
|                        |                        |                        |                        |                          |                          |                         |                         |                         |                         |                         |                            |                            |                                |                        |                         |                            |                            |                     |                     |                 |                 |
|                        |                        |                        |                        |                          |                          |                         |                         |                         |                         |                         |                            |                            |                                |                        |                         |                            |                            |                     |                     |                 |                 |
|                        |                        |                        |                        |                          |                          |                         |                         |                         | Otto II *? †1111        | Otto II *? †1111        | Alberto II *~1080 †1140    | Alberto II *~1080 †1140    |                                |                        |                         |                            |                            |                     |                     |                 |                 |
|                        |                        |                        |                        |                          |                          |                         |                         |                         |                         |                         |                            |                            |                                |                        |                         |                            |                            |                     |                     |                 |                 |
|                        |                        |                        |                        |                          |                          |                         |                         |                         |                         |                         |                            |                            |                                |                        |                         |                            |                            |                     |                     |                 |                 |
|                        |                        |                        |                        |                          |                          |                         |                         | Rodolfo *? †?           | Rodolfo *? †?           | Werner III *~1104 †1167 | Werner III *~1104 †1167    |                            |                                |                        |                         |                            |                            |                     |                     |                 |                 |
|                        |                        |                        |                        |                          |                          |                         |                         |                         |                         |                         |                            |                            |                                |                        |                         |                            |                            |                     |                     |                 |                 |
|                        |                        |                        |                        |                          |                          |                         |                         |                         |                         |                         |                            |                            |                                |                        |                         |                            |                            |                     |                     |                 |                 |
|                        |                        |                        |                        |                          |                          |                         |                         |                         | Otto III *? †1174       | Otto III *? †1174       | Alberto III *? †1199       | Alberto III *? †1199       |                                |                        |                         |                            |                            |                     |                     |                 |                 |
|                        |                        |                        |                        |                          |                          |                         |                         |                         |                         |                         |                            |                            |                                |                        |                         |                            |                            |                     |                     |                 |                 |
|                        |                        |                        |                        |                          |                          |                         |                         |                         |                         |                         |                            |                            |                                |                        |                         |                            |                            |                     |                     |                 |                 |
|                        |                        |                        |                        |                          |                          |                         |                         |                         |                         |                         | Rodolfo II *? †1232        |                            |                                |                        |                         |                            |                            |                     |                     |                 |                 |
|                        |                        |                        |                        |                          |                          |                         |                         |                         |                         |                         |                            |                            |                                |                        |                         |                            |                            |                     |                     |                 |                 |
|                        |                        |                        |                        |                          |                          |                         |                         |                         |                         |                         |                            |                            |                                |                        |                         |                            |                            |                     |                     |                 |                 |
|                        |                        |                        |                        |                          |                          |                         | Alberto IV *~1188 †1239 | Alberto IV *~1188 †1239 |                         |                         |                            |                            |                                |                        |                         | Rodolfo III *? †1249       | Rodolfo III *? †1249       |                     |                     |                 |                 |
|                        |                        |                        |                        |                          |                          |                         |                         |                         |                         |                         |                            |                            |                                |                        |                         |                            |                            |                     |                     |                 |                 |
|                        |                        |                        |                        |                          |                          |                         |                         |                         |                         |                         |                            |                            |                                |                        |                         |                            |                            |                     |                     |                 |                 |
|                        |                        |                        |                        |                          |                          |                         | Rodolfo I *1218 †1291   | Rodolfo I *1218 †1291   |                         |                         |                            | Goffredo I *1239 †1271     | Goffredo I *1239 †1271         | Eberardo I *? †1284    | Eberardo I *? †1284     | Werner I *? †1253          | Werner I *? †1253          | Rodolfo II *? †1293 | Rodolfo II *? †1293 | Ottone *? †1253 | Ottone *? †1253 |
|                        |                        |                        |                        |                          |                          |                         |                         |                         |                         |                         |                            |                            |                                |                        |                         |                            |                            |                     |                     |                 |                 |
|                        |                        |                        |                        |                          |                          |                         |                         |                         |                         |                         |                            |                            |                                |                        |                         |                            |                            |                     |                     |                 |                 |
|                        |                        |                        |                        | Alberto I *1255 †1308    | Alberto I *1255 †1308    |                         |                         |                         |                         | Rodolfo II *1270 †1290  | Rodolfo II *1270 †1290     | Asburgo-Laufenburg ·       | Asburgo-Laufenburg ·           | Asburgo-Kyburg ·       | Asburgo-Kyburg ·        |                            |                            |                     |                     |                 |                 |
|                        |                        |                        |                        |                          |                          |                         |                         |                         |                         |                         |                            |                            |                                |                        |                         |                            |                            |                     |                     |                 |                 |
|                        |                        |                        |                        |                          |                          |                         |                         |                         |                         |                         |                            |                            |                                |                        |                         |                            |                            |                     |                     |                 |                 |
| Rodolfo I *~1282 †1307 | Rodolfo I *~1282 †1307 | Federico I *1289 †1330 | Federico I *1289 †1330 | Leopoldo I *1290 †1326   | Leopoldo I *1290 †1326   | Alberto II *1298 †1358  | Alberto II *1298 †1358  | Ottone IV *1301 †1339   | Ottone IV *1301 †1339   | Giovanni *~1290 †1313?  | Giovanni *~1290 †1313?     |                            |                                |                        |                         |                            |                            |                     |                     |                 |                 |
|                        |                        |                        |                        |                          |                          |                         |                         |                         |                         |                         |                            |                            |                                |                        |                         |                            |                            |                     |                     |                 |                 |
|                        |                        |                        |                        |                          |                          |                         |                         |                         |                         |                         |                            |                            |                                |                        |                         |                            |                            |                     |                     |                 |                 |
|                        |                        | Rodolfo IV *1339 †1365 | Rodolfo IV *1339 †1365 | Federico III *1347 †1362 | Federico III *1347 †1362 | Alberto III *1348 †1395 | Alberto III *1348 †1395 |                         |                         |                         | Leopoldo III *1351 †1386   | Leopoldo III *1351 †1386   |                                |                        |                         |                            |                            |                     |                     |                 |                 |
|                        |                        |                        |                        |                          |                          |                         |                         |                         |                         |                         |                            |                            |                                |                        |                         |                            |                            |                     |                     |                 |                 |
|                        |                        |                        |                        |                          |                          |                         |                         |                         |                         |                         |                            |                            |                                |                        |                         |                            |                            |                     |                     |                 |                 |
|                        |                        |                        |                        |                          |                          | Alberto IV *1377 †1404  | Alberto IV *1377 †1404  | Guglielmo I *1370 †1406 | Guglielmo I *1370 †1406 | Leopoldo IV *1371 †1411 | Leopoldo IV *1371 †1411    | Ernesto I *1377 †1424      | Ernesto I *1377 †1424          |                        | Federico IV *1382 †1439 | Federico IV *1382 †1439    |                            |                     |                     |                 |                 |
|                        |                        |                        |                        |                          |                          |                         |                         |                         |                         |                         |                            |                            |                                |                        |                         |                            |                            |                     |                     |                 |                 |
|                        |                        |                        |                        |                          |                          |                         |                         |                         |                         |                         |                            |                            |                                |                        |                         |                            |                            |                     |                     |                 |                 |
|                        |                        |                        |                        |                          |                          | Alberto II *1397 †1439  | Alberto II *1397 †1439  |                         |                         |                         | Federico III *1415 †1493   | Federico III *1415 †1493   | Alberto VI *1418 †1463         | Alberto VI *1418 †1463 | Sigismondo *1427 †1496  | Sigismondo *1427 †1496     |                            |                     |                     |                 |                 |
|                        |                        |                        |                        |                          |                          |                         |                         |                         |                         |                         |                            |                            |                                |                        |                         |                            |                            |                     |                     |                 |                 |
|                        |                        |                        |                        |                          |                          |                         |                         |                         |                         |                         |                            |                            |                                |                        |                         |                            |                            |                     |                     |                 |                 |
|                        |                        |                        |                        |                          |                          | Ladislao *1440 †1457    | Ladislao *1440 †1457    |                         |                         |                         | Massimiliano I *1459 †1519 | Massimiliano I *1459 †1519 |                                |                        |                         |                            |                            |                     |                     |                 |                 |
|                        |                        |                        |                        |                          |                          |                         |                         |                         |                         |                         |                            |                            |                                |                        |                         |                            |                            |                     |                     |                 |                 |
|                        |                        |                        |                        |                          |                          |                         |                         |                         |                         |                         |                            |                            |                                |                        |                         |                            |                            |                     |                     |                 |                 |
|                        |                        |                        |                        |                          |                          |                         |                         |                         |                         |                         | Filippo I *1478 †1506      |                            |                                |                        |                         |                            |                            |                     |                     |                 |                 |
|                        |                        |                        |                        |                          |                          |                         |                         |                         |                         |                         |                            |                            |                                |                        |                         |                            |                            |                     |                     |                 |                 |
|                        |                        |                        |                        |                          |                          |                         |                         |                         |                         |                         |                            |                            |                                |                        |                         |                            |                            |                     |                     |                 |                 |
|                        |                        |                        |                        |                          |                          |                         |                         |                         |                         | Carlo V *1500 †1558     | Carlo V *1500 †1558        | Ferdinando I *1503 †1564   | Ferdinando I *1503 †1564       |                        |                         |                            |                            |                     |                     |                 |                 |
|                        |                        |                        |                        |                          |                          |                         |                         |                         |                         |                         |                            |                            |                                |                        |                         |                            |                            |                     |                     |                 |                 |
|                        |                        |                        |                        |                          |                          |                         |                         |                         |                         |                         |                            |                            |                                |                        |                         |                            |                            |                     |                     |                 |                 |
|                        |                        |                        |                        |                          |                          |                         |                         |                         |                         | Asburgo-Spagna ·        | Asburgo-Spagna ·           | Asburgo-Austria ·          | Asburgo-Austria ·              |                        |                         |                            |                            |                     |                     |                 |                 |